# Louis Lefébure de Fourcy
Pour les articles homonymes, voir Lefébure de Fourcy, Lefébure et Fourcy.
Louis Lefébure de Fourcy, né le 25 août 1787 à Port-au-Prince et mort le 12 mars 1869 à Paris 6e, est un mathématicien français.

## Patronyme
Le père de Louis Lefébure de Fourcy, né Étienne-Louis Lefebvre, se fait appeler Lefébure du Coudray, et se marie sous le nom de Lefébure de Fourcy.
L'acte de baptême de son fils Louis porte donc bien la mention de Lefébure de Fourcy. Toutefois, au cours de la période révolutionnaire, Louis se fait appeler du nom de son père : Étienne-Louis Lefebvre, selon l'air du temps. Il ne reprend son nom d'origine qu'en 1815–1816, ce qui d'une part a été le prétexte d'une révolte des élèves de l'École polytechnique, et d'autre part a créé une confusion chez ses biographes, dont certains lui attribuent à tort le prénom de son père, Étienne-Louis.

## Biographie
Louis Lefébure de Fourcy, né à Saint-Domingue, passe son enfance à Nantes puis est envoyé à Paris à l'Institut national des colonies,. Il entre à l'âge de seize ans à l'École polytechnique (1803) et en sort en 1805 dans l'Artillerie.
Officier d'artillerie puis du génie, il quitte la carrière militaire pour les mathématiques et soutient devant la faculté des sciences de Paris en 1811 les thèses de mécanique et d'astronomie alors nécessaires pour obtenir le doctorat ès sciences mathématiques. À l'École polytechnique, où il est nommé répétiteur-adjoint d'analyse dès mai 1807 et répétiteur en 1813, il devient également en 1815 répétiteur du cours de géométrie descriptive de Charles-François-Antoine Leroy, examinateur temporaire pour l'admission dans les services publics, puis en 1826 examinateur d'admission, en remplacement de Louis Poinsot.
En 1817, il est professeur suppléant, chargé des répétitions de mathématiques spéciales, au lycée royal Louis-le-Grand à Paris. À ce titre, il a pour élève le jeune Victor Hugo. À  la création du collège royal Saint-Louis en 1820, il y devient professeur de mathématiques.
En 1839, il est nommé suppléant de Sylvestre-François Lacroix à la chaire de calcul différentiel et intégral de la faculté des sciences de Paris, et à la mort de ce dernier, il lui succède en 1843. Il conserve cette chaire durant 26 ans, jusqu'à sa mort.
Louis Lefébure de Fourcy meurt le 12 mars 1869 en son domicile du 46 rue de Vaugirard à Paris 6e. Ses obsèques sont célébrées le 15 mars 1869 en l'église Saint-Sulpice de Paris, puis il est inhumé au cimetière du Montparnasse : ses restes sont transférés à l'ossuaire du cimetière du Père-Lachaise en 1998.

## Anecdotes
Louis Lefébure de Fourcy a la réputation d’être désagréable avec les élèves qu'il interroge et plusieurs anecdotes lui sont associées.
Lorsqu’en 1816, juste après la Restauration, il abandonne le nom de Étienne-Louis Lefebvre pour revenir à son nom de baptême de Louis Lefébure de Fourcy, les élèves de première année de l'École polytechnique, qui devaient passer des examens oraux, en prennent prétexte pour refuser de se laisser interroger par lui. Comme il refuse de céder, les élèves quittent l'École pour manifester dans la rue. Le roi Louis XVIII, croyant que la révolte est dirigée contre lui, prononce par ordonnance du 14 avril 1816 le licenciement collectif de l'ensemble des élèves, la réduction provisoire de moitié des traitements des personnels enseignants, et la fermeture de l'École. C’est à l'influence du comte Laplace et de Héron de Villefosse qu’est due sa réouverture le 5 septembre 1816.
Toujours en 1816, Louis Lefébure interroge Auguste Comte, alors élève de 2e année de l'École polytechnique. Ce dernier, irrité par les méthodes de l'examinateur, finit par mettre les pieds sur la table : « Monsieur, j'ai cru bien faire en prenant votre exemple ».
Lorsque Henri Victor Regnault se présente à l'oral d'admission de Polytechnique, il est interrogé par Louis. Après une première série de questions, « la réponse ne laissant rien à désirer, un duel à outrance s'ouvrit entre l'examinateur, bien portant et maître de sa pensée, et le candidat, luttant contre l'épuisement, mais ne laissant paraître aucune défaillance intellectuelle. Aux questions succédaient les questions ; M. Lefébure semblait s'oublier ; il grossissait sa voix à mesure que celle de Regnault allait faiblissant, et l'auditoire, ému, se passionnait pour ce jeune homme près de tomber évanoui. »
Lefébure de Fourcy interroge un jour un jeune homme, dans un examen de baccalauréat, sur la physique ; il lui fait une question fort simple, mais le jeune homme se trouble et ne sait rien répondre. Lefébure, impatienté, dit à un huissier qui se trouvait là :

— Apportez une botte de foin à monsieur, pour son déjeuner.

Le jeune homme, qui n'était plus aussi troublé qu'en commençant, et outré avec raison de l'affront public que venait de lui faire Lefébure, reprend aussitôt :

— Apportez-en deux, nous déjeunerons ensemble !
La descendance du mathématicien n’est pas épargnée. Louis ayant décidé de préparer ses fils pour Polytechnique, son fils Michel-Eugène raconte : « Deux fois par semaine, mon père nous réunissait, un de mes amis et moi, devant son vieux tableau noir. Je redoutais comme le feu ces séances, parfois orageuses pour moi jusqu'aux larmes. Si la crainte est le commencement de la sagesse, c'est peut-être à elle que je dus mon entrée à l'École polytechnique dès le premier examen. »

## Publications (liste partielle)
- « Équations générales du mouvement des fluides, et applications de ces équations à la théorie du son, suivi de De l'attraction des sphéroïdes et de la figure des planètes », 1818
- Traité de géométrie descriptive — t. 1, 5e  éd., 1847
- Éléments de trigonométrie, contenant la trigonométrie rectiligne, la trigonomét́rie sphérique, et quelques applications à l'algèbre, 1836, 111 p.

## Famille
- Louis Lefébure de Fourcy, marié en 1809 avec Victoire M Françoise Peyron (1786-1864), dont :
  - Michel-Eugène Lefébure de Fourcy (1812-1889), inspecteur général des mines,
  - Charles Lefébure de Fourcy (1815-1904), inspecteur général des ponts et chaussées, marié en 1842 avec Nathalie Hennequin (1822-1903), dont il a :
    - Louise Lefébure de Fourcy (1844-1915), mariée en 1865 avec Fortunat René Stourm (1837-1917), d'où :
      - Charles Stourm (1866-1940),
      - Gabriel Stourm (1868-1926), marié avec Gabrielle Flourens 
        - René-Louis Stourm (1904-1990)

      - Renée Marie Berthe Stourm (1876-1956), mariée avec Félix Leprince-Ringuet, d'où :
        - Louis Leprince-Ringuet.